# Nizozemska istočnoindijska kompanija
Nizozemska istočnoindijska kompanija (nizozemski: Vereenigde Oostindische Compagnie; skraćeno: V.O.C. odnosno VOC ili jednostavno samo "Kompanija" (Compagnie)) bila je Istočnoindijska kompanija u koju su se 1602. udružile nizozemske trgovinske kompanije kako bi isključile međusobnu konkurenciju. 
VOC je od nizozemske države dobio pravo suvereniteta (vođenje ratova, gradnja utvrda, pridobivanje teritorija) i trgovinski monopol. To je bila prva multinacionalna kompanija i najveće trgovinsko društvo 17. i 18. stoljeća.
Glavno sjedište kompanije bilo je u Amsterdamu i Middelburgu. Komandno mjesto trgovačke plovidbe nalazilo se u Bataviji (danas Jakarta) na Javi (Indonezija). Trgovinske ispostave bile su na Dejimi, umjetnom otoku u zaljevu ispred Nagasakija (Japan), u Perziji (danas Iran), Bengalu (danas Bangladeš i Indija), Cejlonu (danas Šri Lanka), Formozi (danas Tajvan), Kaapstadu (Južnoafrička Republika) i na jugu Indije.
Gospodarska moć VOC-a zasnivala se prije svega na kontroli puta začina od "otoka začina" (danas Molučki otoci) i Stražnje Indije (staro ime za Indokineski i Malajski poluotok). Ova kompanija, strukturirana u 6 komora (Kamers), bila je prva koja je izdala dionice. Nakon četvrtog Englesko-nizozemskog rata (1780. – 1784.) kompanija dospijeva u financijske poteškoće i gasi se 1798.
U gotovo dva stoljeća postojanja, Nizozemska istočnoindijska kompanija imala je oko 4.700 brodova kojima je prevezla oko 10 milijuna ljudi. Pri tome, na prvo stoljeće otpada oko jedne trećine, a na drugo oko dvije trećine brodova i preveženih ljudi. Vrijednost trgovačke robe prevežene u prvom stoljeću (1640. – 1700.) iznosila je 577 milijuna fl. a u drugom (do 1795.) 1,6 milijardi fl. Jedina VOC-ova konkurencija, Britanska Istočnoindijska kompanija (EIC), osnovana u Londonu 1600., nije se mogla nametnuti VOC-u. Tek pred kraj 17. stoljeća u jednom kratkom razdoblju EIC je ojačala do ozbiljne konkurencije.

## Povijest

### Preduvjeti
Krajem 15. stoljeća prvi portugalski brodovi obišli su Rt dobre nade i stigli do Indonezije. Tek monopol koji su nakon toga položili Portugalci na trgovinu začinima, doveo je do udruživanja devet nizozemskih trgovaca. Oni su 1595. (do 1597.) poslali flotu brodova vođenu Cornelisom Houtmanom, koja je, slijedeći put kojim je Jan Huyghen van Linschoten 1583. stigao do Goe, doplovila do Azije. Ekspedicija ovog saveza (Compagnie van Verre (Amsterdam)) privukla je pažnju drugih nizozemskih trgovaca na nove mogućnosti. 1600. udružila su se amsterdamska trgovačka društva u Geünieerde Amsterdamse Oostindische Compagnie kojem je amsterdamski gradonačelnik izdao pravo na trgovinski monopol za Aziju.
Kao reakciju na koncentraciju moći u Amsterdamu, sad su se slična udruženja sklopila i u provinciji Zeeland, kao i u gradovima Hoorn, Delft i Enkhuizen. Tek rat za nezavisnost Nizozemske (Osamdesetogodišnji rat) sa Španjolskom i dobit ostvarena zaplijenom brodskog tereta portugalskih brodova učinila je nezaobilaznim međusobno udruživanje ovih malih i samostalno bespomoćnih saveza. Izvršene su pripreme, a u odnosu na suzdržljivost Zeelandskih kompanija inetvenirale su viđene osobe, tako da je 20. ožujka 1602. mogla biti osnovana federalno strukturirana Nizozemska istočnoindijska kompanija.
Parlament Nizozemske dao je, za početak ograničen na rok od 21 godine, trgovinski monopol za područje ispočno od Rta dobre nade, a zapadno od Mageljanovog prolaza.

### Osnivanje kompanije
Direktori u VOC udruženih društava bili su predsjedništvo VOCa. Na taj način 8 mjesta u predsjedništvu trebalo je pripasti ranije udruženim amsterdamskim društvima, a 8 drugim društvima. Zeelanđani su se zbog toga i dalje pribojavali od moguće dominacije Amsterdama. Različiti prijedlozi su razmatrani, i na kraju je postignuta suglasnost da se uvede i sedamnaeto mjesto, koje će na smjenu zauzimati jedan neamsterdamac.
Tako sastavljen direktorij trebao je zasjedati u Amsterdamu, no i ovdje je trebalo naći kompromis sa Zeelanđanima. Dogovoreno je da se uvede osmogodišnji ciklus unutar kojeg će šest godina direktorij zasjedati u Amsterdamu a predsjedavat će mu Amsterdamac, dok će sljedeće dvije godine zasjedanje biti u Middelburgu, a predsjedavat će mu Zeelanđanin.

### Rano razdoblje kompanije
Nizozemski parlament osigurao je dokumentom formalni trgovinski monopol za sva područja istočno od Rta dobre nade i zapadno od Mageljanovog prolaza. Dokument (Charta) je davao neka suverena prava kompaniji, kao što je vođenje rata. Odmah 1602. počela je prva ekspedicija na "otoke začina", Ambon, najvažniji otok Moluka. Monopol koji je nizozemska država prepustila kompaniji bio je za nju i iznimni izazov. Monopol je bio vremenski ograničen, no značio je i puno manja ograničenja nego što bi bila pojedinačna trgovinska ekspedicija. U praksi, korištenje monopola zahtijevalo je značajan financijski napor koji pojedine komore nisu mogle odnosno nisu htjele snositi. Prva flota od 14 brodova morala je biti značajno povećana kako ne bi bila samo u početku uspješna, nego je morala osigurati i uspješnu trgovinu s Azijom i za iduća desetljeća.
Tako je predsjedništvo donijelo odluku (prvu u povijesti) da se financiranje kompanije provede izdavanjem dionica. Dok je ranije financiranje kompanije imalo srednjoročno obilježje i odgovaralo je obveznicama koje su se odnosile na brodski teret, dioničari su ostajali vezani za ulaganje u VOC deset godina. Nakon ukamaćene isplate 1612. godine, dioničarima je bilo ponuđeno da upišu dionice za idućih deset godina. Isplaćivana je i dividenda, ali dioničari nisu imali pravo suodlučivanja u upravljanju kompanijom. To se nije promijenilo niti nakon 1622./23. kad su prava kompanije produljena za novih 20 godina.
Brzi uspon kompanije i uspješnost u provođenju monopola bila je prije svega rezultat njene ovako dobivene financijske snage. Tako je mogla financirati opširne vojne operacije u azijskom prostoru koje su joj osigurale provođenje monopola prije svega u trgovini začinima. Uz to, provođenje monopola omogućilo je i dolazak drugih azijskih roba u Nizozemsku, kao na primjer kineskog porculana. Nakon osvajanja Bandskih otoka  (skupina u Molučkim otocima), u monopol su uključeni i muškatni oraščići i cvijet, a kasnije i klinčići. Nakon što su s Cejlona protjerali Portugalce, trgovina se širi i na cimet.

### Uspon i procvat
Radi osiguranja trgovinskih putova, 1619. u osvojenoj Jayakarti (danas Jakarta) osnovan je utvrđeni grad Batavia. Već od 1611. godine u Jayakarti je postojala trgovinska ispostava VOCa. 1641. godine VOC osvaja do tada portugalsku Malakku. 1652. slijedi gradnja VOCove brodske postaje na Rtu dobre nade, 1659. osvajaju Palembang (južna Sumatra), a 1661. prisiljavaju Makassar (južni Sulawesi) da protjeraju Portugalce koji su se nakon pada Malakke sklonili u taj grad.
Kao jedino trgovačko društvo u Indijama, VOC je u razdoblju 1635. do 1690. godine ostvarivao profit u prekomorskoj trgovini. Nakon toga (pa sve do 18. stoljeća), neprekidno raste udio u prihodima kompanije trgovina unutar Azije. K tomu dolazi i trgovina s Japanom, koja se od 1639. odvija još samo u organizaciji kompanije. Tijekom 17. stoljeća VOC već počinje i sa sekundarnim novčarskim poslovima. Visoka zarada omogućila im je, da u Aziji povoljno kupljeno srebro dalje s veliko dobiti prodaju ili direktno u Europi, ili europskim trgovcima koji su trgovali u Aziji i tim srebrom morali VOCu plaćati tekstil i začine (prije svega biber).
Krajem 1660ih vlada u Batanu (zapadna Java) osniva domaće trgovinsko udruženje Bantenese Company, kao konkurenciju VOCu. Banteneška kompanija vrlo brzo direktno trguje s Mekom, Gujaratom (sjeverozapadna Indija), Koromandelskom obalom (južna Indija), Bengalom, Siamom, Kambodžom, Tajvanom i Japanom, i privlači u Banten trgovinska zastupstva Engleske, Nizozemske, Francuske, Danske, Portugala i Kine. U ratnim obračunima između sultana Agenga (1626. – 1692.) i njegovog sina i nasljednika sultana Haji, sin traži pomoć od VOCa, a Voc, kao protuuslugu traži izbacivanje svih stranaca iz Bantana, prepuštanje monopola za trgovinu biberom VOCu, i dozvolu za uspostavljanje garnizona, Fort Speelwijk. Nakon toga, gospodarski i politički značaj Sultanata neprekidno opada, sve do raspada u 19. stoljeću.
Nakon osvajanja Makassara 1667. godine, zadnje luke preko koje se odvijala trgovina između Azije i Europe mimo kontrole VOCa, i ta mogućnost otpada (ta trgovina bila je, smatrao je VOC, krijumčarenje). Od 1699. VOC počinje sa sadnjom plantaža kave na Javi. Tako VOC čitavom već postojećem asortimanu trgovinske robe iz Azije dodaje još i kavu.

### Slom VOCa
Unutar kompanije je od samog početka vladala korupcija i mentalitet samoposluživanja, prije svega u vrhovima trgovinskih zastupstava koji su Amsterdamsku (i Middelburšku) matičnu kuću stajali velikog dijela dobiti. Velike udaljenosti, pravno slobodan prostor (iz nizozemskog kuta gledanja) istočnoindijskih područja, osobine koje je, pored porijekla, trebalo imati vodeće osoblje (instinkt za moć, prodornost, no ne i čestitost), pogodovalo je takvom razvoju.
No kritično s dobiti postaje tek s razvojem vanjskopolitičkih događanja. Tijekom 18. stoljeća rastu rizici prekomorske trgovine, pa time i troškovi upravljanja VOCom do mjere, da su nastali gubitci koji su morali biti pokrivani iz pričuve kompanije. Pored toga, otkriće kronometra 1774. i time otvorena mogućnost određivanja zemljopisne dužine što je olakšalo navigaciju, imalo je za VOC ambivalentno značenje.
Kompanija koja je u vrijeme tri rata s Britanskim Imperijem preuzela na sebe riskantan pothvat plovidbe kroz Engleski kanal i ne samo uspješno to obavljala nego se uz to i razvila u najveće trgovinsko društvo na svijetu, počela se u vrijeme četvrtog rata 1780. – 1784. suočavati s velikim problemima. Brodovi na dolasku iz Azije nisu mogli uplovljavati u matične luke, pa stoga nije moglo biti niti aukcije pristigle robe. Pored toga, zbog godina u kojima je imala gubitke, kompanija gubi i kreditnu vjerodostojnost. No, sudbina VOCa zapečaćena je tek ulaskom Francuza u Nizozemsku.
Nakon nekih neuspjelih pokušaja da se kompanija oporavi, VOC se 1798., četiri godine prije dvjestote godine postojanja, raspušta. Njeno preostalo vlasništvo postaje imovina Nacije, a dugovi su proglašeni nacionalnim dugom.

## Poveznice
- Najstarija poznata dionica na svijetu (VOC 1606.)
- Plaćenici VOCa – Članak o kolonijalnoj službi u VOCu
- Brodska olupina VOCa (engl.)